# 2008 en Nouvelle-Calédonie
- 1960
- 1970
- années 1980
  - 1980
  - 1981
  - 1982
  - 1983
  - 1984
  - 1985
  - 1986
  - 1987
  - 1988
  - 1989
- 1990
- 2000
- 2010
- 2020

Cet article présente les faits marquants de l'année 2008 en Nouvelle-Calédonie.

## Évènements
- Dimanches 9 et 16 mars 2008 : élections municipales, surtout marquées par l'organisation d'un second tour pour la première fois à Nouméa dans le cadre d'une triangulaire opposant trois listes anti-indépendantistes, celle du maire sortant Jean Lèques, du Rassemblement-UMP, l'emportant finalement. Ce dernier parti arrive en tête en nombre de voix et de sièges obtenus sur l'ensemble de l'archipel, remportant surtout un succès dans le Grand Nouméa (conservant les communes du Mont-Dore dès le 1er tour et Nouméa au second et gagnant celle de Dumbéa qui lui échappait depuis 1989, ce qui fait que ce parti détient désormais les trois municipalités néo-calédoniennes les plus peuplées et les plus urbanisées). S'y ajoutent les communes de l'île des Pins, de Boulouparis et de Farino, déjà détenues, mais ce parti perd deux communes qu'il avait conquise en 2001 : Bourail et Poya. L'autre grande formation non-indépendantiste, l'Avenir ensemble, existant depuis son succès aux élections provinciales de 2004, est la deuxième force politique du pays et contrôle, directement ou par le biais de maires apparentés, sept communes essentiellement situées en Brousse (conservant Païta, La Foa, Thio et Koumac, et gagnant Bourail, Moindou et Pouembout). Du côté des indépendantistes, l'Union calédonienne (UC) retrouve un certain poids en reconquérant Poya sur le Rassemblement-UMP et Ouvéa au Parti de libération kanak (Palika). Mais les divisions internes au sein du FLNKS ou à l'intérieur même du parti provoque la perte de Pouembout et ne permet pas de reconquérir Thio, détenue par un maire non-indépendantiste depuis 2004.
- Samedi 14 juin 2008 : le sénateur Simon Loueckhote, jusque-là président du Rassemblement pour la Calédonie (RPC) créé en 2006 par les anciens du Rassemblement-UMP restés fidèles à sa figure historique et ancien homme fort de l'archipel Jacques Lafleur, rompt avec ce dernier et crée sa propre formation, le Mouvement de la diversité (LMD).
- Samedi 21 juin 2008 : le parti Avenir ensemble, connaissant de fortes rivalités internes depuis l'échec de ses candidats aux élections législatives de 2007 et la formation d'un accord de partage des responsabilités passé avec son ancien principal adversaire, le Rassemblement-UMP. La direction officielle, regroupée autour du président sortant du parti Harold Martin et son successeur Didier Leroux, organise alors un congrès auquel participent 1 000 personnes présentes et plus de 3 600 votants pour entériner les candidats proposés par cette tendance aux prochaines élections provinciales et affirmer leur maintien dans l'accord de majorité avec le Rassemblement-UMP. Le même jour, à l'hôtel Kuendu Beach de Nouville à Nouméa, une fête parallèle est organisée par la tendance dissidente regroupée autour de Philippe Gomès, Marie-Noëlle Thémereau et d'une très grande partie des élus de l'Avenir ensemble à la Province Sud avec environ 3 000 personnes[1].
- Jeudi 26 juin 2008 : Date commémorative des vingt ans de la signature des accords de Matignon. Le gouvernement de la Nouvelle-Calédonie approuve les trois premiers projets de signes identitaires sur les cinq prévus par l'accord de Nouméa de 1998 et la loi organique de 1999 : un hymne (Soyons unis, devenons frères, de la chorale locale Mélodia), une devise (Terre de parole, Terre de partage du géographe culturel Jean-Brice Herrenschmidt) et des propositions de graphie pour les billets de banque. Ces projets, issus de concours organisés par un Comité de pilotage mis en place par le gouvernement en 2007, sont pour la première fois présentés aux médias ce même jour[2].
- Vendredi 29 août 2008 : la section locale du Front national (FN) n'est pas épargnée par les fortes divisions qui traversent l'ensemble du camp anti-indépendantiste. L'ancien secrétaire et dirigeant historique de cette fédération, Guy George, a été mis à l'écart par une nouvelle direction incarnée par les élus Bianca Hénin et Bernard Herpin, et crée par conséquent un nouveau parti, le Mouvement calédonien français (MCF). Celui-ci s'associe au Congrès dans un intergroupe commun avec les quelques élus restés fidèles à l'Avenir ensemble de la tendance Martin-Leroux[3].
- Samedi 27 septembre 2008 : après plus de cinq ans de conflits fonciers, coutumiers et politiques souvent violents, une solution est trouvée dans le dossier de construction de l'usine du Sud avec la signature d'un pacte pour le développement entre les chefferies du Sud, les sénateurs coutumiers de l'Aire Djubéa-Kaponé, le comité Rhéébù Nùù et Goro Nickel, consistant en une enveloppe comprise entre 9,8 et 40 milliards de F CFP (entre 82 et 335,2 millions d'euros environ) échelonnés sur 30 ans[4]. Il prévoit, dans le cadre d'un schéma participatif, outre un fort investissement pour limiter le risque écologique lié à l'activité industrielle (notamment par un programme de reboisement de 2,4 milliards de Francs pacifique, soit 20 millions d'euros, renégociables au bout de 6 ans), d'intégrer davantage les populations locales dans le projet en leur donnant un rôle de surveillance environnementale et en améliorant leurs conditions de vie par le biais d'une « fondation d'entreprise pour le développement participatif et durable des communautés du Grand Sud » et d'un « comité coutumier consultatif environnemental » pouvant demander des études et former des techniciens environnementaux issus des tribus[5],[6]. Depuis la signature de cet accord, les derniers obstacles à la construction semblent levés : le projet obtient le 9 octobre 2008 les permis ICPE pour l'usine et le centre de production métallurgique et pour le parc des résidus, l'entrée en production est prévue pour 2009 pour une pleine capacité d'ici 2013[7].
- Samedi 11 octobre 2008 : Philippe Gomès et ses partisans créent officiellement leur parti, baptisé Calédonie ensemble.
- Samedi 29 et Dimanche 30 novembre 2008 : 28e congrès du FLNKS, qui tente de définir une démarche unitaire pour la coalition indépendantiste en vue des élections provinciales, mais où de fortes dissensions continuent de s'exprimer entre le Palika de Paul Néaoutyine et ses alliés d'une part et l'UC de Charles Pidjot et ses alliés d'autre part.
- Samedi 6 décembre 2008 : dans la nuit de vendredi à samedi, une bande d'une dizaine de jeunes Kanaks de 16 à 24 ans, sous influence d'alcool et de cannabis, agressent et tuent un Wallisien qui s'était assoupi sur un banc de la place des Cocotiers, en plein centre-ville de Nouméa. La victime a été retrouvée gisant dans son sang et le visage méconnaissable[8].
- Lundi 8 décembre 2008 : VIIe Comité des signataires de l'accord de Nouméa. Celui-ci est surtout marqué par une nette relance du dossier des transferts de compétences prévus par l'accord de 1998 et la loi organique de 1999. La définition des périmètres et des modalités de ces transferts est ainsi approuvée par ce comité.